# Jarabacoa
Jarabacoa é um município da República Dominicana pertencente à província de La Vega.
Sua população estimada em 2012 era de  269,855 habitantes.